# اوج‌گیری پویا

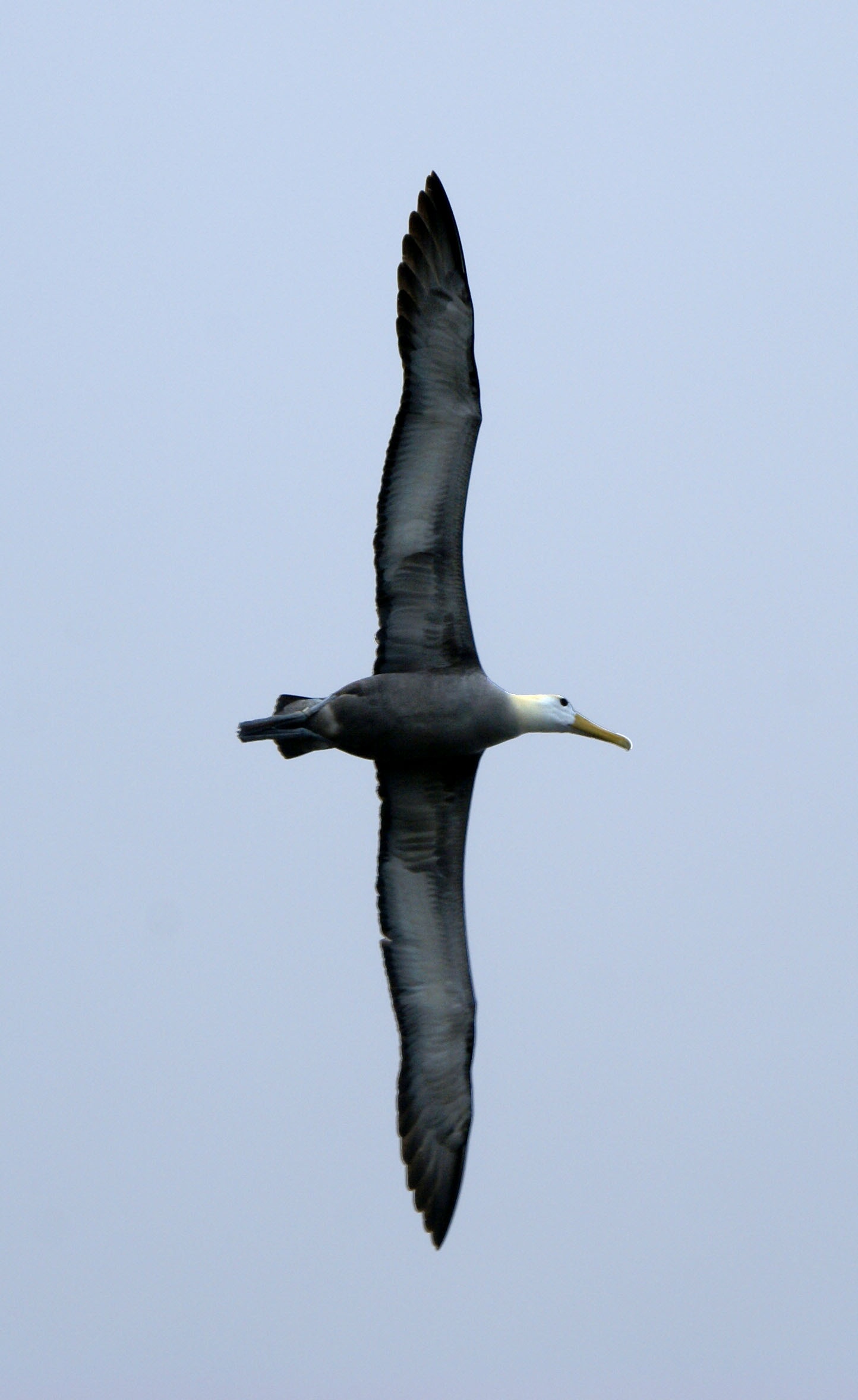
آلباتروس موج‌دار Phoebastria irroata

اوج‌گیری پویا یا اوج‌گیری پیوسته (به انگلیسی: Dynamic soaring) یک تکنیک پروازی است که برای به دست آوردن انرژی با عبور پی‌درپی از مرز بین توده‌های هوا با سرعتهای مختلف استفاده می‌شود. چنین مناطقی باشیب باد معمولاً نزدیک به موانع و نزدیک به سطح یافت می‌شوند، بنابراین، این تکنیک عمدتاً برای پرندگان و اپراتورهای گلایدرهای رادیویی مورد استفاده قرار می‌گیرد، اما خلبانان گلایدر گاهی می‌توانند به‌طور پویا در چینش باد هواشناسی در ارتفاعات بالاتر اوج بگیرند.
اوج‌گیری پویا گاهی با بالارفتن شیب‌دار که تکنیکی برای دستیابی به ارتفاع است، اشتباه گرفته می‌شود.